# Anton Besold
Anton Besold (* 13. Januar 1904 in Weßling, Oberbayern; † 20. September 1991 in Oberhaching) war ein deutscher Politiker (Bayernpartei, später CSU).

## Ausbildung und Beruf
Als Sohn eines Oberlehrers besuchte Besold, der römisch-katholischen Glaubens war, das Ludwigsgymnasium in München, um anschließend an der Ludwig-Maximilians-Universität München Rechtswissenschaft zu studieren. 1924 wurde er im Corps Palatia München aktiv. 1928 erfolgte seine Promotion zum Dr. iur. an der Friedrich-Alexander-Universität Erlangen. Er bestand 1930 das Assessorexamen und ließ sich in München als Rechtsanwalt nieder. 1941–1945 nahm er als Reserveoffizier (Leutnant) im Heer (Wehrmacht) am Zweiten Weltkrieg teil.

## Partei
Besold gehörte 1945–1947 der Bayerischen Heimat- und Königspartei an. Seit 1947 war er Mitglied der Bayernpartei. Von 1950 bis 1953 war er Generalsekretär der Partei. 1953 wurde er Vorsitzender der Bayernpartei. Nach dem Scheitern bei der Bundestagswahl 1953 an der Fünf-Prozent-Hürde in Deutschland trat er aber schon im November desselben Jahres wieder zurück und am 15. Januar 1954 aus der Bayernpartei aus. Innerhalb der Bayernpartei gehörte Besold zu der Gruppe um Anton Donhauser, Wilhelm Schmidhuber und Anton Freiherr von Aretin, die zu einer Versöhnung mit der CSU bereit war.
Im Juni 1955 wurde Besold Mitglied der CSU und sofort in den Landesvorstand gewählt (bis 1961). Außerdem war er stellvertretender Bezirksvorsitzender der CSU in München und seit 1965 Mitglied des Landesausschusses der CSU.

## Abgeordneter
1948/49 gehörte Besold dem Stadtrat von München an.
Von 1949 bis 1953 war Besold erstmals Mitglied des Deutschen Bundestages. Da nach einer Änderung der Geschäftsordnung des Deutschen Bundestages die Mindeststärke einer Fraktion von 10 auf 15 Mitglieder angehoben wurde und sowohl die Fraktion der Bayernpartei als auch die Fraktion der Zentrumspartei damit ihren Fraktionsstatus verloren hätten, schloss sich die Mehrzahl ihrer Abgeordneten am 14. Dezember 1951 zur Bundestagsfraktion der Föderalistischen Union (FU) zusammen. Am selben Tag wurde Besold zu deren stellvertretendem Vorsitzenden gewählt. Da die Bayernpartei bei der Bundestagswahl 1953 an der Fünf-Prozent-Hürde scheiterte, schied Besold 1953 aus dem Bundestag aus. Als Mitglied der CSU gehörte Besold erneut von 1957 bis 1969 dem Bundestag an. Besold war mit einem Direktmandat des Bundestagswahlkreises München-Land in den Bundestag eingezogen.

## Ehrungen
- 1959: Bayerischer Verdienstorden
- 1969: Verdienstorden der Bundesrepublik Deutschland, Großes Bundesverdienstkreuz[3]
- 1989: Bayerischer Poetentaler